# Hermógenes Pérez de Arce Lopetegui
Hermógenes Pérez de Arce Lopetegui (Valdivia, 19 de abril de 1845 - 26 de agosto de 1902) fue un político y periodista chileno. Ejerció como ministro de Estado en los gobiernos de Domingo Santa María y Jorge Montt, y como diputado de la República entre 1888 y 1891.

## Familia y estudios
Sus padres fueron Cosme Pérez de Arce Henríquez y Loreto Lopetegui Mena. 
Se casó en Valdivia, el 11 de junio de 1871 con Rosalía Adriasola Martel y tuvieron ocho hijos: Guillermo, Rosalía, Luisa, Berta, Delia, Blanca, Diego y Roberto.
Realizó sus humanidades en el liceo valdiviano. Ingresó a la actividad pública luego de obtener en 1862 el título de preceptor, que ejerció en una escuela en el villorrio del Crucero. En 1865 pasó a ser profesor del Liceo de Valdivia.

## Vida política
Fue nombrado gobernador del departamento de Lebu en 1873, y el 15 de octubre de 1875 fue investido como intendente de Arauco. El 10 de octubre de 1878 le fue prorrogado el período, pero fue reemplazado el 24 de enero de 1881.
Fue delegado de la intendencia de Arauco en el ejército chileno en el Perú durante la Guerra del Pacífico, encargándose del aprovisionamiento. Presidió el embarque de tropas que partieron desde Arica con destino a Pisco y Lurín. En la Lima ocupada continuó como abastecedor del Ejército, y en 1881 se convirtió en administrador de la aduana del Callao. En 1882 sirvió en la prefectura de Lima.
De regreso en Chile sirvió en 1883 como inspector general de aduanas, entre 1884 y 1885 como director de explotación de la recientemente creada Empresa de los Ferrocarriles del Estado, y entre 1886-1888 y en 1891 como director general de la misma empresa.
Fue integrante de la Junta de Vigilancia de la Caja de Ahorros de Empleados Públicos.
Fue ministro de Hacienda del presidente Domingo Santa María, entre 1885 y 1886. Entre el 15 de febrero y el 29 de marzo de 1886 fue ministro subrogante de Guerra y Marina.
Elegido diputado propietario por el departamento de La Laja para el período 1888-1891, tuvo a su cargo el estudio del proyecto de ley sobre la reorganización de la Contaduría Mayor, que fue aprobado durante el gobierno de José Manuel Balmaceda. Fue elegido nuevamente diputado por La Laja al Congreso Constituyente de 1891, y participó en la Comisión Permanente de Hacienda e Industria.
Entre 1889 y 1902 fue miembro de la Sociedad de Fomento Fabril.
No se unió a ningún bando en la Guerra Civil de 1891, siendo exonerado de su cargo de director de ferrocarriles al triunfar el bando revolucionario.
En 1895, bajo el gobierno de Jorge Montt, sería nombrado nuevamente ministro de Hacienda, hasta 1896.

## Periodismo y docencia
En 1891 asumió la redacción de El Mercurio de Valparaíso, transformándose en una de las figuras fundamentales del diario en su época. También escribió para El Eco del Sur, El Semanario de Valdivia, El Ferrocarril y La Época de Santiago.
En 1895 regresó a la docencia en la Universidad de Chile, siendo el primer profesor del ramo de Administración Pública en esa casa de estudios, en la que también hizo clases de Economía. Asimismo, fue profesor de la Escuela de Ingeniería de la Universidad Católica.
Falleció el 26 de agosto de 1902.